# Termografi
Termografi er en måde at udføre temperaturmålinger på ved hjælp af varmestråling - dvs. infrarød stråling. Termografi udføres med infrarøde termografiske kameraer, der virker efter samme princip som infrarøde øretermometre - blot med mange punkter, der opbygger et billede. Resultatet er et billede farvelagt med temperaturen i hvert punkt. Ved at indstille kameraet, kan man bestemme temperaturintervallet for hver farve, SPAN og Level.
Teknikken er udbredt til at måle varmetab fra bygninger, elektronik og dårlige forbindelser i eltavler herudover bliver den brugt meget bredt i industri til produktion og vedligehold. Desuden kan den anvendes til Diagnosticering, idet organerne har nerver til hudens overflade, og kroppens overfladetemperatur afhænger af blodgennemstrømningen. Ved ubalancer vil blodgennemstrømningen øges, og dermed øges temperaturen i huden. Et termisk billede vil kunne vise denne lidt højere temperatur og dermed udpege steder, der skal behandles eller undersøges nærmere.
De fleste termografiske kameraer måler Elektromagnetisk stråling i intervallet 8-14 µm. Dette specifikke område er valgt af flere grunde - bl.a. fordi atmosfæren er "gennemsigtig" for denne bølgelænge, og der er den største strålingsmængde i de typiske temperaturområder, der måles i.
Termografi kan kun ser overfladetemperaturen og for at finde de bagvedliggende forhold er et dybtgående kendskab til termiske forhold vigtigt. Herunder varmeledning, konvektion samt varmestråling. Der forefindes flere termiske/termografiske uddannelsesforløbe over nogle uge kurser  samt E-learnings løsninger.
I byggeri er teknologi et godt værktøj til at identificere fugtproblemer. Mange virksomheder i byggebranchen i Danmark bruger termografi til skimmellokalnition eller i forbindelse med trykprøvninger af huse (Blower Door tests).